# Richard Belgrave Hoppner
Richard Belgrave Hoppner (* 9. Januar 1786 in London; † 6. August 1872 in Turin) war ein englischer Maler, Diplomat, Übersetzer und Freund Lord Byrons.

## Leben
Hoppner war der zweite Sohn des Malers John Hoppner. Schon mit vier Jahren besuchte er die Schule. Im Alter von vierzehn Jahren wurde er nach Deutschland geschickt, um die Sprache zu lernen. Er wollte ursprünglich Künstler werden und studierte Malerei.
Von 1801 bis 1814 arbeitete er am Foreign Office, dem Außenministerium des Vereinigten Königreichs. Als Gast des Admirals war er bei der Seeschlacht von Kopenhagen dabei und malte das Bild Sea View and Shipping. Im Januar 1805 war er bei der britischen Seeblockade von Cádiz.
1813 übersetzte er die Reisebeschreibung von Adam Johann von Krusensterns russischer Weltumsegelungsexpedition (1803–06) aus dem Deutschen ins Englische.
Im September 1814 heiratete er in Brüssel Marie Isabelle May, die Tochter von Beat Louis May (Seigneur d’Oron et de Brandis) aus dem Kanton Bern.
Von November 1814 bis 1825 war er zum englischen Consul in Venedig ernannt. Dort befreundete er sich 1817 mit dem Dichter Lord Byron, über den er auch Mary Shelley, die Autorin von Frankenstein, kennenlernte. Ein anderer Freund war Graf Francesco Rizzo.
Als am 18. Januar 1818 Hoppners Sohn John William Rizzo Hoppner geboren wurde, verfasste Byron darauf das Gedicht On The Birth Of John William Rizzo Hoppner, das in zahlreiche Sprachen übersetzt wurde. Der Sohn wollte Ingenieur werden, studierte ab 1834 in Heidelberg bei Georg Wilhelm Munke und logierte dort im Engelmannschen Haus. Im März 1836 traf er William Fothergill Cooke, den er auf den Telegrafen aufmerksam machte. Später arbeitete er für Robert Stephenson beim Bau der Eisenbahnlinie Florenz–Livorno, deren Vorbereitungen 1839 abgeschlossen waren.
Richard Belgrave Hoppner lebte später in Versailles und zog nach dem Tod seiner Frau im Jahr 1870 nach Turin.

## Veröffentlichungen
- Kruzenshtern, Ivan Federovich (1770-1846). Voyage Round the World, in the Years 1803, 1804, 1805, 1806, by order of his Imperial Majesty Alexander the First, on board the Ships Nadezhda and Neva, under the command of Captain A.J. von Krusentern. (Online)